# Gerardo Catena
Gerardo "Jerry" Catena (8 de enero del 1902 – 23 de abril del 2000) fue un mafioso estadounidense y un miembro principal de la familia criminal Genovese durante los años 1950 y 1960 junto con Thomas "Tommy Ryan" Eboli, Philip "Benny Squint" Lombardo y Michael "Big Mike" Miranda.  Era el cuarto mafioso más rico en los Estados Unidos según la revista Fortune.

## Biografía
Catena nació el 8 de enero de 1902 en South Orange, Nueva Jersey, hijo de Francesco y Donata Speziale, y creció familiarizado con los mafiosos legendarios Guarino "Willie" Moretti, Thomas Greco, Cosmo "Gus" Frasca,  y Abner "Longy" Zwillman. Se casó con Catherine McNally y fue padre de Patricia, Geraldine, Donna, Vicki y Richard. Fue hermano de Eugene, Mary Frederico y Sadie Dellasante. Era un mafioso de las máquinas expendedoras con intereses en People's Express Co., Advance Vending Co, Runyon Vending Sales Co y TrenMetals/Kool-Vent Awning Co. todas basadas en Newark, Nueva Jersey.
Luego se confirmó que Catena se mudó a Nueva York para unirse a las fuerzas de Charlie "Lucky" Luciano y Meyer Lansky durante los inicios de los años 1920 cuando empezó la Guerra de los Castellammarenses. Poco se conoce de sus primeros días en la familia criminal Luciano pero se reporta que fue un soldado en la pandilla comandada por el subjefe Vito "Don Vito" Genovese. Luego de que Charles Luciano fuera apresado y luego deportado, Genovese organizó el asesinato del entonces jefe de la familia, Frank Costello, en 1957, lo que obligó a éste a retirarse. Aparentemente, Catena ascendió y fue nombrado subjefe a fines de los años 1950, encabezando la facción de Nueva Jersey de la familia criminal Genovese bajo el liderazgo de Vito Genovese.
Catena asisitó a la llamada Reunión de Apalachin en 1957, y funo de los cientos de mafiosos que fueron acusados luego de la convención y el arresto de Vito Genovese en 1959. Mientras Genovese y otros miembros de la familia estaban bajo investigación, Catena empezó a cooperar con los capitanes de largo tiempo Anthony "Tony Bender" Strollo, Michele "Big Mike" Miranda y Thomas "Tommy Ryan" Eboli, y estuvieron administrando oficiosamente la familia. Finalmente, se nombró en 1959 un "comité" que dirigiría la familia compuesto por Catena, Philip "Benny Squint" Lombardo, Thomas Eboli (que fue asesinado en 1972) y Michele Miranda. Esta administración continuó manejando los asuntos de la familia en los años 1960 e inicios de los 1970.
Catena fue encarcelado en la prisión estatal de Yardville (hoy conocida como Garden State Youth Correctional Facility) entre 1970 a 1975 debido a que se negó a testificar ante la New Jersey State Commission of Investigation. Luego de su encarcelamiento, Catena fue supuestamente semi-reitrado debido a enfermedad y se retiró oficialmente luego de su liberación en 1975 cuando se mudó a Boca Ratón, Florida ese mismo año. Gerardo Catena murió de causas naturales el 23 de abril del 2000, a la edad de 98 años.
Catena fue un inversor secreto en la fabricante de máquinas tragamonedas Bally Manufacturing durante sus primeros años. Este hecho generó que el presidente y CEO de la empresa, William T. O'Donnell, tuviera que renunciar a la compañía en 1979 para que puedan recibir un permiso para operar el casino Bally's Atlantic City.